# Люксембург на Чемпіонаті світу з водних видів спорту 2015
Люксембург взяв участь у Чемпіонаті світу з водних видів спорту 2015, який пройшов у Казані (Росія) від 24 липня до 9 серпня.

## Плавання
Люксембурзькі плавці виконали кваліфікаційні нормативи в дисциплінах, які наведено в таблиці (не більш як 2 плавці на одну дисципліну за часом нормативу A, і не більш як 1 плавець на одну дисципліну за часом нормативу B):
Чоловіки
| Спортсмен                                                       | Дисципліна                       | Попередній заплив | Попередній заплив | Півфінал        | Півфінал        | Фінал           | Фінал           |
| Спортсмен                                                       | Дисципліна                       | Час               | Місце             | Час             | Місце           | Час             | Місце           |
| --------------------------------------------------------------- | -------------------------------- | ----------------- | ----------------- | --------------- | --------------- | --------------- | --------------- |
| Піт Бранденбургер                                               | 200 м вільним стилем             | 1:52.12           | 58                | Завершив виступ | Завершив виступ | Завершив виступ | Завершив виступ |
| Лоран Карноль                                                   | 50 м брасом                      | 27.94             | 22                | Завершив виступ | Завершив виступ | Завершив виступ | Завершив виступ |
| Лоран Карноль                                                   | 100 м брасом                     | 1:00.82           | 25                | Завершив виступ | Завершив виступ | Завершив виступ | Завершив виступ |
| Лоран Карноль                                                   | 200 м брасом                     | 2:11.65           | =18               | Завершив виступ | Завершив виступ | Завершив виступ | Завершив виступ |
| Жюльєн Хенкс                                                    | 50 м вільним стилем              | 22.97             | 37                | Завершив виступ | Завершив виступ | Завершив виступ | Завершив виступ |
| Жюльєн Хенкс                                                    | 100 м вільним стилем             | 50.77             | 52                | Завершив виступ | Завершив виступ | Завершив виступ | Завершив виступ |
| Рафаель Стаккіотті                                              | 400 м вільним стилем             | 4:01.63           | 58                | Н/Д             | Н/Д             | Завершив виступ | Завершив виступ |
| Рафаель Стаккіотті                                              | 100 м батерфляєм                 | 55.96             | 54                | Завершив виступ | Завершив виступ | Завершив виступ | Завершив виступ |
| Рафаель Стаккіотті                                              | 200 м комплексом                 | 2:02.60           | 23                | Завершив виступ | Завершив виступ | Завершив виступ | Завершив виступ |
| Рафаель Стаккіотті                                              | 400 м комплексом                 | DNS               | DNS               | Н/Д             | Н/Д             | Завершив виступ | Завершив виступ |
| Рафаель Стаккіотті Лоран Карноль Жюльєн Хенкс Піт Бранденбургер | естафета 4x100 метрів комплексом | 3:44.22           | 25                | Н/Д             | Н/Д             | Завершив виступ | Завершив виступ |

Жінки
| Спортсменка   | Дисципліна            | Попередній заплив | Попередній заплив | Півфінал         | Півфінал         | Фінал            | Фінал            |
| Спортсменка   | Дисципліна            | Час               | Місце             | Час              | Місце            | Час              | Місце            |
| ------------- | --------------------- | ----------------- | ----------------- | ---------------- | ---------------- | ---------------- | ---------------- |
| Жюлі Мейнен   | 50 м вільним стилем   | 25.55             | =19               | Завершила виступ | Завершила виступ | Завершила виступ | Завершила виступ |
| Жюлі Мейнен   | 100 м вільним стилем  | 55.54             | 28                | Завершила виступ | Завершила виступ | Завершила виступ | Завершила виступ |
| Моніка Олів'є | 200 м вільним стилем  | 2:03.23           | 45                | Завершила виступ | Завершила виступ | Завершила виступ | Завершила виступ |
| Моніка Олів'є | 400 м вільним стилем  | 4:15.24           | 25                | Н/Д              | Н/Д              | Завершила виступ | Завершила виступ |
| Моніка Олів'є | 800 м вільним стилем  | 8:45.37           | 28                | Н/Д              | Н/Д              | Завершила виступ | Завершила виступ |
| Моніка Олів'є | 1500 м вільним стилем | 16:43.21          | 19                | Н/Д              | Н/Д              | Завершила виступ | Завершила виступ |

Змішаний
| Спортсмени                                               | Дисципліна                           | Попередній заплив | Попередній заплив | Фінал            | Фінал            |
| Спортсмени                                               | Дисципліна                           | Час               | Місце             | Час              | Місце            |
| -------------------------------------------------------- | ------------------------------------ | ----------------- | ----------------- | ---------------- | ---------------- |
| Жюльєн Хенкс Піт Бранденбургер Жюлі Мейнен Моніка Олів'є | естафета 4x100 метрів вільним стилем | 3:35.19           | 15                | Завершили виступ | Завершили виступ |